# Шагелук (Аляска)
Шагелук (англ. Shageluk, дег-хитан: Łeggi Jitno’) — город в зоне переписи населения Юкон-Коюкук, штат Аляска, США. По данным на 2010 год население города составляет 83 человека.

## География
Расположен примерно в 52 км к северу от города Холи-Кросс и в 35 км к востоку от города Анвик, на восточном берегу реки Инноко (приток Юкона). Площадь города составляет 31,0 км², из которых 27,4 км² — суша и 3,6 км² (11,53 %) — открытые водные пространства.

## Население
По данным переписи 2000 года население города составляло 129 человек. Расовый состав: коренные американцы — 96,90 %; белые — 3,10 %. Доля лиц в возрасте младше 18 лет — 42,6 %; лиц старше 65 лет — 10,1 %. Средний возраст населения — 26 лет. На каждые 100 женщин приходится 108,1 мужчин; на каждые 100 женщин старше 18 лет — 124,2 мужчин.
Из 36 домашних хозяйств в 44,4 % — воспитывали детей в возрасте до 18 лет, 33,3 % представляли собой совместно проживающие супружеские пары, в 33,3 % семей женщины проживали без мужей, 16,7 % не имели семьи. 16,7 % от общего числа семей на момент переписи жили самостоятельно, при этом 0 % составили одинокие пожилые люди в возрасте 65 лет и старше. В среднем домашнее хозяйство ведут 3,58 человек, а средний размер семьи — 3,83 человек.
Средний доход на совместное хозяйство — $26 667; средний доход на семью — $24 000. Средний доход на душу населения — $7587. Около 11,8 % семей и 16,2 % жителей живут за чертой бедности.
Динамика численности населения города по годам:
| 1930 | 1940 | 1950 | 1960 | 1970 | 1980 | 1990 | 2000 | 2010 |
| ---- | ---- | ---- | ---- | ---- | ---- | ---- | ---- | ---- |
| 88   | 92   | 100  | 155  | 167  | 131  | 139  | 129  | 83   |

## Транспорт
В городе расположен аэропорт Шагелук.